# أفنيونيه
أفنيونيه (بالفرنسية: Avignonet) هي بلدية في إقليم إزار بمنطقة أفيرن–رون ألب في جنوب شرق فرنسا.

## تعداد السكان

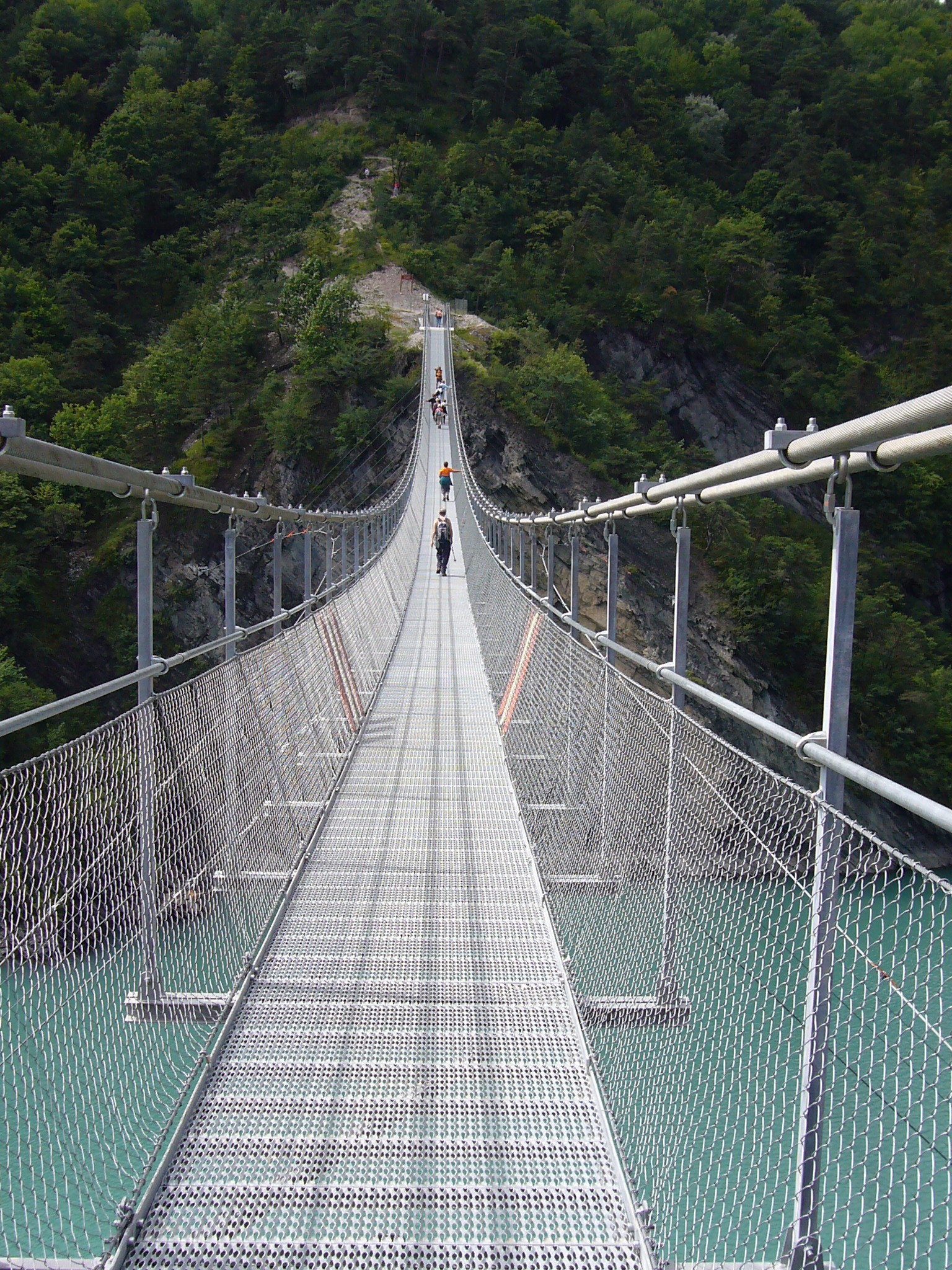
جسر للمشاة فوق دراك